# Blanchetiodendron blanchetii
Blanchetiodendron es un género monotípico de árbol perteneciente a la familia de las fabáceas.  Su única especie: Blanchetiodendron blanchetii, es originaria de  Brasil donde se encuentra en la Caatinga y la Mata Atlántica, distribuida por Bahia y Minas Gerais.

## Taxonomía
Blanchetiodendron blanchetii fue descrita por (Benth.) Barneby & J.W.Grimes y publicado en  Memoirs of the New York Botanical Garden 74(1): 129. 1996.
Sinonimia
- Albizia blanchetii (Benth.) G.P.Lewis
- Enterolobium blanchetii Benth.	basónimo
- Feuilleea incerta Kuntze
- Pithecellobium blanchetii (Benth.) Benth.
- Pithecolobium blanchetii (Benth.) Benth.[2]